# آیس‌ست
آیس‌ست (انگلیسی: ICESat) سرواژه عبارت ماهواره یخ، ابر و ارتفاع زمین مأموریت ماهواره‌ای برای اندازه‌گیری تغییرات توده‌های یخ زمین، ابرها، و ذرات معلق هوا و نیز تعیین ویژگی‌های توپوگرافی و پوشش گیاهی زمین بود که بخشی از سامانه دیدبانی زمین ناسا به‌شمار می‌رفت. این ماهواره در ۱۳ ژانویه ۲۰۰۳ توسط راکت دلتا ۲ از پایگاه نیروی هوایی وندنبرگ در کالیفرنیا به فضا پرتاب شد و در ارتفاع تقریبی ۶۰۰ کیلومتری در مدار خود قرار گرفت. آیس‌ست پیش از بازنشستگی در سال ۲۰۱۰ و پس از خاموش‌شدن و عدم موفقیت راه‌اندازی مجدد، به مدت ۷ سال فعال بود.
مأموریت آیس‌ست به منظور فراهم‌کردن داده‌های ارتفاعی مورد نیاز جهت تعیین حجم توده‌های یخ و همچنین اطلاعات وضعیت ابرها به ویژه ابرهای استراتوسفری در نواحی قطبی طراحی شده بود. این ماهواره اطلاعات توپوگرافی و پوشش گیاهی کره زمین و نیز پوشش سطحی گرینلند و یخسارهای جنوبگان را تهیه می‌کرد. داده‌های آیس‌ست در ارزیابی ویژگی‌های جنگلی و تراکم درختان نیز مورد استفاده قرار می‌گرفت.